# ویکتور ا. مک کوزیک
ویکتور ا. مک کوزیک (انگلیسی: Victor A. McKusick; ۲۱ اکتبر ۱۹۲۱ – ۲۲ ژوئیهٔ ۲۰۰۸) دانشمند در زمینه اهل ایالات متحده آمریکا بود.
وی همچنین برندهٔ جوایزی همچون نشان ملی علوم، جایزه ویلیام الن، جایزه ژاپن، و جایزه گاردینر شده‌است.